# Montmerrei
Montmerrei – miejscowość i gmina we Francji, w regionie Normandia, w departamencie Orne.
Według danych na rok 1990 gminę zamieszkiwały 404 osoby, a gęstość zaludnienia wynosiła 32 osoby/km² (wśród 1815 gmin Dolnej Normandii Montmerrei plasuje się na 509. miejscu pod względem liczby ludności, natomiast pod względem powierzchni na miejscu 349.).